# Gyretes giganteus
Gyretes giganteus là một loài bọ cánh cứng trong họ van Gyrinidae. Loài này được Piton miêu tả khoa học năm 1940.